# Megabothris clantoni
Megabothris clantoni är en loppart som beskrevs av Hubbard 1949. Megabothris clantoni ingår i släktet Megabothris och familjen fågelloppor.

## Underarter
Arten delas in i följande underarter:
- M. c. clantoni
- M. c. johnsoni
- M. c. princei